# Montagny-les-Lanches
 Montagny-les-Lanches  es una población y comuna francesa, en la región de Ródano-Alpes, departamento de Alta Saboya, en el distrito de Annecy y cantón de Seynod.

## Demografía
| 158 | 186 | 233 | 260 | 346 | 369 |
| Para los censos de 1962 a 1999 la población legal corresponde a la población sin duplicidades (Fuente: INSEE [Consultar]) |     |     |     |     |     |